# Castrillo de la Guareña
Pour les articles homonymes, voir Guareña (homonymie).
Castrillo de la Guareña est une commune espagnole de la province de Zamora dans la communauté autonome de Castille-et-León.